# Wissenschaft der Spiritualität
Die Wissenschaft der Spiritualität  (engl. Science of Spirituality) ist eine gemeinnützige Organisation mit über 1600 Zentren in aller Welt. Es handelt sich um eine unter mehreren Richtungen, in die sich die Bewegung Sant Mat aufgespalten hat. Die Organisation bietet Menschen ein Forum, um Meditation (Surat Shabd Yoga, Jyoti Meditation) zu lernen, um persönliche Transformation zu erfahren und inneren und äußeren Frieden zu erlangen. Leiter ist Sant Rajinder Singh Ji Maharaj, der Sant Darshan Singh Ji Maharaj ablöste.